# 霍利车行
《霍利车行》（英語：Holy Motors） 是一部2012年的法国电影，由李歐·卡霍编剧并执导。影片入围2012年第65届戛纳电影节主竞赛单元。

## 剧情
讲述一个男人在24小时内先后经历了杀人犯、乞丐、CEO、怪兽和一名父亲的不同身份，在不同的“平行生命”中间穿越的故事。

## 角色
- 丹尼·拉馮 - various
- Édith Scob - Céline
- Eva Mendes - Kay M.
- Kylie Minogue - Eva / Jean
- Élise L'Homeau - Léa / Élise
- Jeanne Disson - Angèle
- Michel Piccoli - the man with the birthmark
- 李歐·卡霍 - 李歐·卡霍

## 制作
影片在巴黎拍摄，拍摄日期为2011年9月至11月。

## 评价
本片在戛纳得到了许多好评。

## 荣誉
- 法国电影杂志《电影笔记》年度十大佳片冠军
- 洛杉矶影评人协会奖最佳外语片[6]
- 《电影评论》（Film Comment）杂志（美国林肯中心电影学会主办）2012年度十大佳片冠军[7]